# Bläserphilharmonie der Stadt Blaustein

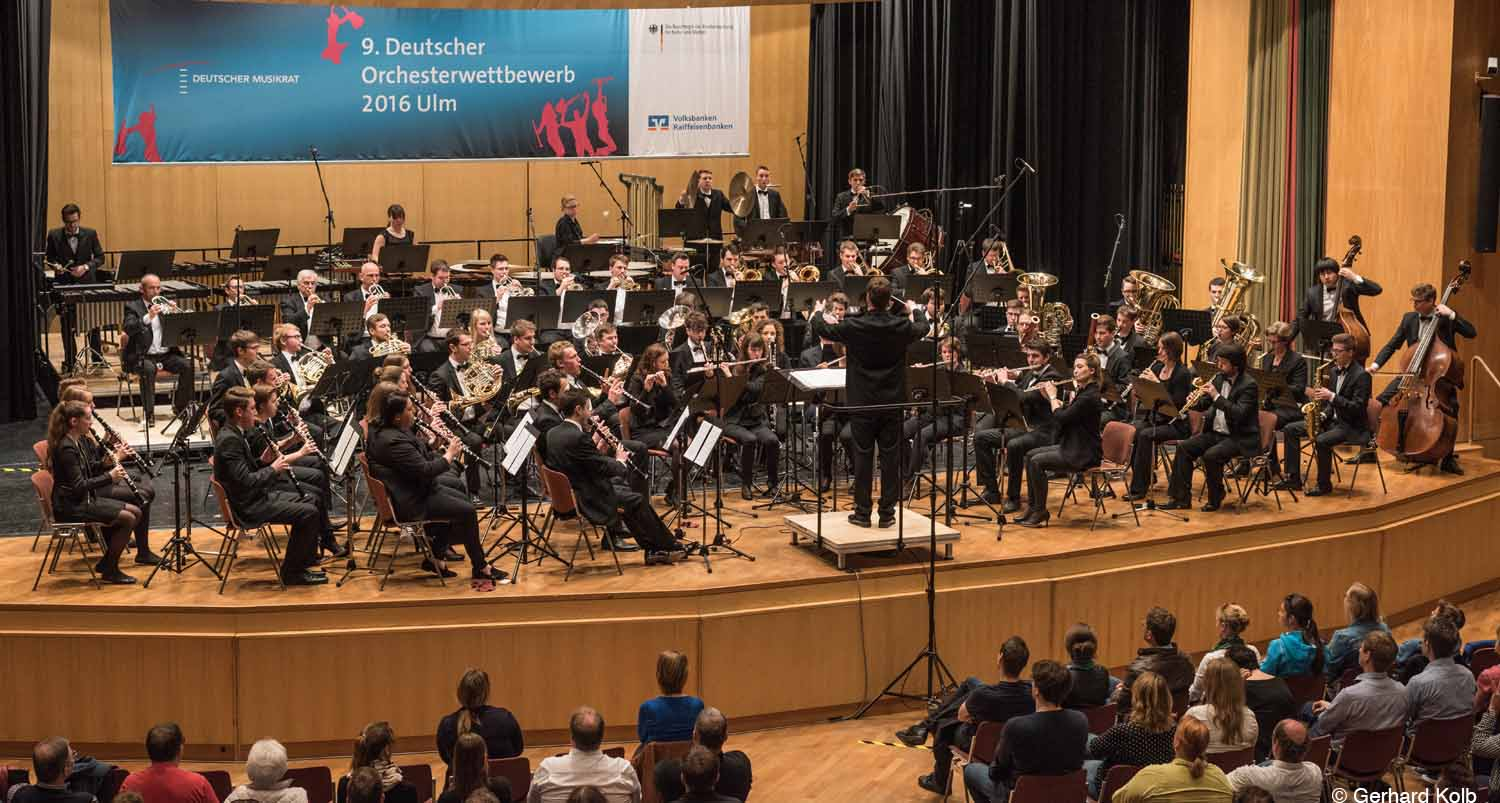
Bläserphilharmonie der Stadt Blaustein, Deutscher Orchesterwettbewerb, 2016

Die Bläserphilharmonie der Stadt Blaustein / Musikverein Cäcilia Herrlingen ist ein Blasorchester nahe Ulm im Alb-Donau-Kreis.

## Geschichte
Der Verein wurde 1922 als Musikverein „Cäcilia“ Herrlingen gegründet und erhielt im Jahr 2006 durch Bundespräsident Horst Köhler die Pro-Musica-Plakette. Am 30. Juli 2014 wurde der Name des Vereins in einer außerordentlichen Hauptversammlung in Bläserphilharmonie der Stadt Blaustein / Musikverein Cäcilia Herrlingen geändert. Der musikalische Schwerpunkt der Bläserphilharmonie liegt im Bereich der sinfonischen Bläsermusik. Das Jahresprogramm umfasst dabei neben dem Frühjahrskonzert im Kornhaus Ulm und dem Weihnachtskonzert in der Ulmer Pauluskirche auch die  Teilnahme an nationalen und internationalen Wettbewerben.
Der Verein unterhält, um Kinder und Jugendliche an die Musik heranzuführen, eine vereinseigene Musikschule, zwei Bläserklassen, ein Vororchester und Jugendorchester.

## Dirigent
Von 2004 bis 2019 wurde die Bläserphilharmonie der Stadt Blaustein von Manuel Epli geleitet. Manuel Epli führte das Orchester aus der Oberstufe (Kategorie 4) in die Höchstklasse (Kategorie 6) und zum 1. Platz beim Deutschen Orchesterwettbewerb 2016. Für diese Leistung wurde er im Rahmen des Frühjahrskonzertes 2019 zum Ehrendirigenten der Bläserphilharmonie der Stadt Blaustein ernannt.
Manuel Epli studierte Dirigieren am Vorarlberger Landeskonservatorium und an der Kunst- und Musikhochschule von Arnheim, Enschede und Zwolle und schloss dieses Studium mit dem Bachelor of Music ab. An der Musikuniversität Mozarteum Salzburg absolviert er ein Masterstudium in Dirigieren. Im Juli 2019 verließ Manuel Epli die Bläserphilharmonie der Stadt Blaustein als Musikalischer Leiter. Er arbeitet seither als Hauptdozent für Dirigieren beim Musikbund von Ober- und Niederbayern und ist als Dozent, Juror, und Referent tätig.

## Wettbewerbe
- Deutscher Orchesterwettbewerb des Deutschen Musikrates, Ulm, 2016:

1. Platz, „mit hervorragendem Erfolg teilgenommen“ (24,6 von 25 Punkten)
- Landesorchester-Wettbewerb des Landesmusikrates Baden-Württemberg, Karlsruhe, 2015:

2. Platz, „mit hervorragendem Erfolg teilgenommen“ (23,6 von 25 Punkten)
- Wertungsspiel des Allgäu-Schwäbischen-Musikbundes, Bezirk 5 (Kaufbeuren), 2014:

Extraklasse, „mit ausgezeichnetem Erfolg teilgenommen“ (97 von 100 Punkten)
- Landesorchester-Wettbewerb des Landesmusikrates Baden-Württemberg, Trossingen, 2011:

3. Platz, „mit sehr gutem Erfolg teilgenommen“ (21 von 25 Punkten)
- Wertungsspiel des Allgäu-Schwäbischen-Musikbundes, Bezirk 12 (Günzburg), 2011:

Höchststufe, „mit ausgezeichnetem Erfolg teilgenommen“ (93 von 100 Punkten)
- Internationaler Blasorchesterwettbewerb Prag 2009:

Goldmedaille und 2. Platz (469 von 500 Punkten), Sonderpreis für die beste Interpretation des Pflichtstückes, Sonderpreis für die beste Dirigentenleistung des Wettbewerbs